# Yukarıbucak, Hassa
Yukarıbucak là một xã thuộc huyện Hassa, tỉnh Hatay, Thổ Nhĩ Kỳ. Dân số thời điểm năm 2011 là 597 người.